# Ještěd (kompleks skoczni)
Ještěd – kompleks skoczni narciarskich (HS134 oraz HS100), usytuowany na zboczu góry Ještěd (1012 m n.p.m.), na południe od Liberca. Skocznie posiadają sztuczne oświetlenie oraz igelit.
W 1966 r. na górze Ještěd wybudowano obok siebie dwie skocznie narciarskie: K90 i K70, które od tamtej pory dzielą zeskok. Na Mistrzostwa Świata Juniorów w 1976 r. wybudowano wieżę sędziowską. W latach 80. oddano skocznię K50, na której można było skakać również latem. W 1992 r. obiekt ponownie zmodernizowano, w kolejnych latach wykonano wyciąg narciarski.
Na dwóch największych skoczniach kompleksu organizowano zawody Pucharu Świata, Pucharu Kontynentalnego, Letniego Grand Prix i mistrzostwa Czech. W 2009 r. odbyły się na nich konkursy w ramach mistrzostw świata w narciarstwie klasycznym. W 2013 r. na skoczni normalnej przeprowadzono konkursy w ramach mistrzostw świata juniorów w narciarstwie klasycznym.
W Libercu znajdują się również dwie inne skocznie – K50 i K14.

## Rekordziści skoczni HS100
| Lp. | Data             | Zawodnik               | Odległość | Zawody                               | Uwagi     |
| --- | ---------------- | ---------------------- | --------- | ------------------------------------ | --------- |
| 1.  | 19 lutego 2009   | Anssi Koivuranta       | 106,5 m   | MŚ w kombinacji                      |           |
| 2.  | 21 lutego 2009   | Harri Olli             | 104,5 m   | MŚ w skokach                         | oficjalny |
| 3.  | 30 września 2009 | Grzegorz Miętus        | 107 m     | Mistrzostwa Czech w skokach          |           |
| 4.  | 15 lutego 2011   | Mats Søhagen Berggaard | 114 m     | Olimpijski Festiwal Młodzieży Europy |           |